# Almis Marmoucha
Almis Marmoucha (en àrab ألميس مرموشة, Almīs Marmūxa; en amazic ⴰⵍⵎⵉⵙ ⵎⵕⵎⵓⵛⴰ) és una comuna rural de la província de Boulemane, a la regió de Fes-Meknès, al Marroc. Segons el cens de 2014 tenia una població total de 2.461 persones.